# Смолёвка халцедоновая
Смолёвка халцедоновая (лат. Silene chalcedonica) — вид двудольных цветковых растений, включённый в род Смолёвка (Silene) семейства Гвоздичные (Caryophyllaceae). В литературе и интернет-источниках чаще встречается под устаревшими синонимичными названиями Зо́рька обыкнове́нная, или Зорька халцедо́нская (лат. Lychnis chalcedonica).

## Названия
В справочниках встречаются следующие названия: зорька, лихнис халцедонский, лихнис халцедоновый, лихнис халкедонский, горицвет халцедоновый, зорька калхедоская, зорька садовая, барская спесь, татарское мыло, собачье мыло.
Народные названия: боярская спесь, баронская спесь, гвоздика полевая, красота девичья, красавица американская, красный крест, огненный цвет, мыльница (север Кузбасса) и др.
На английском языке имеет обиходные названия «мальтийский крест» (англ. Maltese-cross) и «иерусалимский крест» (англ. Jerusalem cross), которые связаны с формой цветков растения.

## Ботаническое описание
Смолёвка халцедоновая — многолетнее корневищное травянистое растение. Стебли прямостоячие, маловетвистые, жёсткоопушённые, достигающие от 0,5 до 1 м в высоту.
Прикорневые листья лопатчатые. Стеблевые листья в очертании от ланцетовидных до яйцевидных, до 12 см длиной, по обеим сторонам шершавоопушённые, по краю и по средней жилке с нижней стороны волосистые.
Цветки собраны по 10—50 в почти головчатые соцветия на верхушке побега, почти сидячие, 1—1,5 см в диаметре. Чашечка трубчатая, узкая, с зубчатым краем. Венчик обычно ярко-алый, реже белый или розовый, лепестки глубоко разделённые на две доли. Тычинки равные по длине чашечке. Пестики в числе 5, также одной длины с чашечкой.
Плод — яйцевидная коробочка до 1 см в диаметре, раскрывающаяся пятью створками. Семена фасолевидные, красно-коричневые.
Число хромосом 2n = 24.

## Распространение
Естественный ареал смолёвки халцедоновой — Европейская часть России, Казахстан, Монголия, северо-запад Китая. 

## Значение и применение
Этот вид смолёвки издавна выращивается в качестве декоративного садового растения в Европе и Северной Америке, где нередко дичает.
Скотом поедается плохо.

## Классификация

### Таксономия
Silene chalcedonica E.H.L.Krause, 1901, Deutschl. Fl. Abbild. , ed. 2, 5: 96
Вид Смолёвка халцедоновая относится к роду Смолёвка (Silene) семейства Гвоздичные (Caryophyllaceae) порядка Гвоздичноцветные (Caryophyllales). Кладограмма в соответствии с Системой APG IV по состоянию на декабрь 2023 года:
|  |                                      |  |                                   |                                   |                      |  | ещё 40 семейств | ещё 40 семейств |                       |  |  |  | еще 485 подтвержденных видов и 1 143 вида, ожидающих подтверждения |
|  |                                      |  |                                   |                                   |                      |  | ещё 40 семейств | ещё 40 семейств |                       |  |  |  | еще 485 подтвержденных видов и 1 143 вида, ожидающих подтверждения |
|  |                                      |  |                                   | порядок Гвоздичноцветные          |                      |  |                 |                 | род Смолёвка          |  |  |  |                                                                    |
|  |                                      |  |                                   | порядок Гвоздичноцветные          |                      |  |                 |                 | род Смолёвка          |  |  |  |                                                                    |
|  | отдел Цветковые, или Покрытосеменные |  |                                   |                                   | семейство Гвоздичные |  |                 |                 | Смолёвка халцедоновая |  |  |  |                                                                    |
|  | отдел Цветковые, или Покрытосеменные |  |                                   |                                   | семейство Гвоздичные |  |                 |                 |                       |  |  |  |                                                                    |
|  |                                      |  | ещё 63 порядка цветковых растений | ещё 63 порядка цветковых растений |                      |  |                 | еще 97 родов    | еще 97 родов          |  |  |  |                                                                    |
|  |                                      |  |                                   | ещё 63 порядка цветковых растений |                      |  |                 |                 | еще 97 родов          |  |  |  |                                                                    |